# Stamnodes patamon
Stamnodes patamon là một loài bướm đêm trong họ Geometridae.